# Jan Čapek (táborita)
Jan Čapek (2. pol. 14. stol. – 1. pol. 15. stol.) byl český spisovatel a husitský kněz.

## Život
Čapek poznal učení Jana Husa v Praze. V letech 1414 až 1420 pak žil v Sezimově Ústí a okolních obcích, kde se začal podílet na vzniku táborského hnutí, jehož se stal nadšeným zastáncem. Z té doby také pochází nejvíc jeho děl. V letech 1422 až 1429 působil jako farář v Klatovech.
Proslul jako řečník, zaujímal mezi tábority významné místo po boku Mikuláše Biskupce, účastnil se válečných výprav, prosazoval písně u válečníků i u dětí. Jan Čapek se věnoval nejen psaní a skládání písní, traktátů a chorálů, byl znám i jako překladatel. Je mu přisuzováno autorství husitské skladby Ktož jsú boží bojovníci.

## Dílo

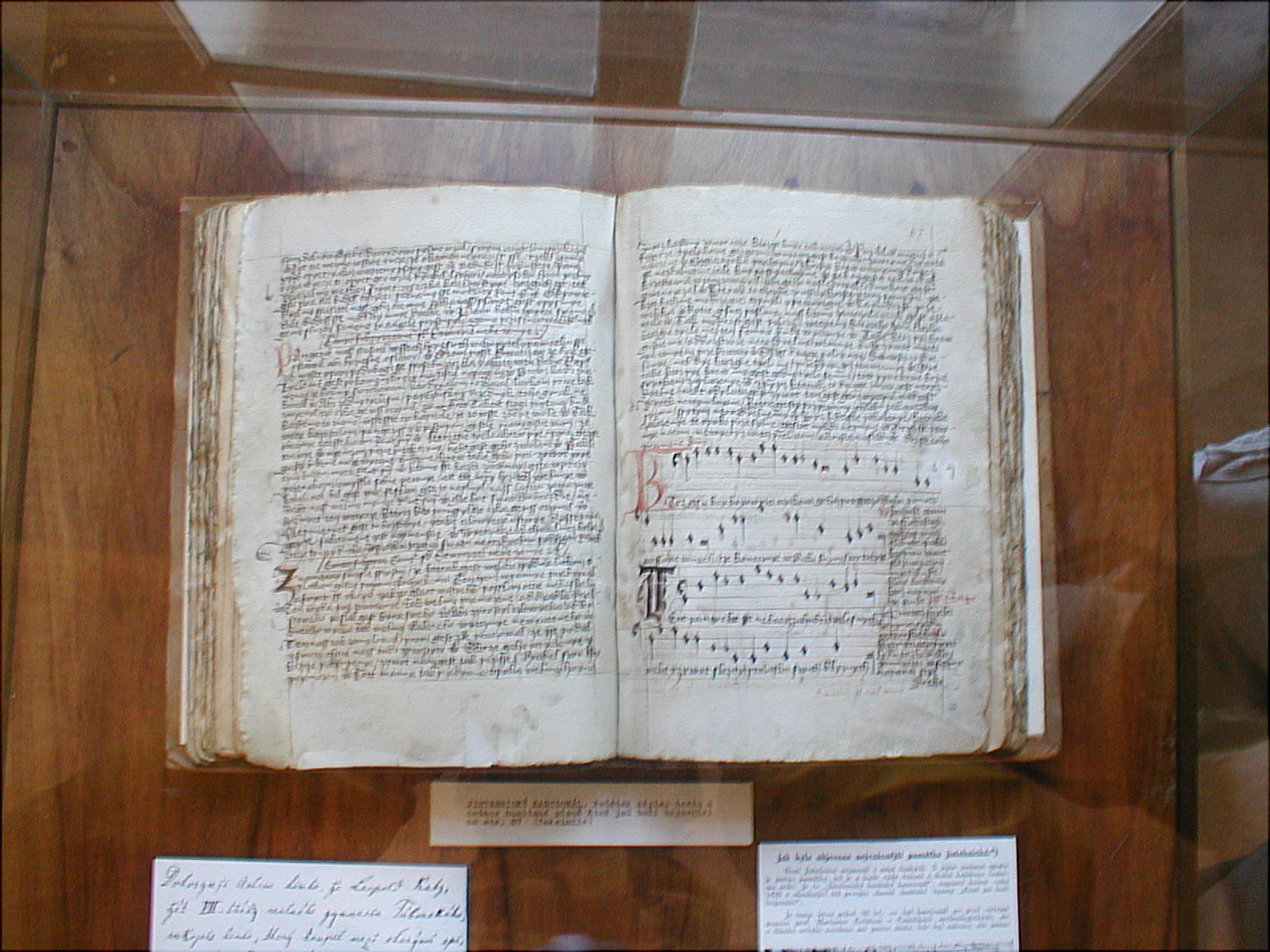
Píseň Ktož jsú boží bojovníci v Jistebnickém koncionálu

- Dietky, Bohu zpievajme – píseň složená k oslavě vítězství na Vítkově[1]
- Ktož jsú boží bojovníci – zapsána v táborském (jistebnickém) kancionálu
- Píseň o desateru božím přikázání – zapsána v táborském (Jistebnickém) kancionálu
- Píseň o modloslužení – zapsána v táborském (Jistebnickém) kancionálu